# Coup double (film, 1986)
Pour les articles homonymes, voir Coup double.
Pour plus de détails, voir Fiche technique et Distribution.
Coup double (Tough Guys) est une  comédie policière américaine réalisée par Jeff Kanew et sortie en 1986.

## Synopsis
Les deux derniers voleurs de train, Doyle et Long, libérés après 30 ans de prison, tentent de se réinsérer dans une société qui infantilise ses personnes âgées, mais le policier responsable de leur arrestation, Yablonski, veille...

## Fiche technique
- Titre : Tough Guys
- Réalisation : Jeff Kanew
- Scénario : James Orr et Jim Cruickshank
- Musique : James Newton Howard
- Photographie : King Baggot
- Montage : Kaja Fehr
- Production : Joe Wizan
- Société de production : Touchstone Pictures, Silver Screen Partners et Bryna Productions
- Société de distribution : Walt Disney Pictures (France) et Buena Vista Pictures (États-Unis)
- Pays :  États-Unis
- Genre : Comédie policière
- Durée : 104 minutes
- Dates de sortie : 
  - États-Unis : 3 octobre 1986
  - France : 15 avril 1987

## Autour du film
La chanson d'introduction They don't make them like they used to chanté par Kenny Rogers a été nommé aux Golden Globes dans la catégorie Best original song - Motion picture.

## Distribution
- Burt Lancaster (VF : Jean Claudio) : Harry Doyle
- Kirk Douglas (VF : Roger Rudel) : Archie Long
- Charles Durning (VF : Albert de Médina) : Deke Yablonski
- Alexis Smith : Belle
- Dana Carvey : Richie Evans
- Eli Wallach (VF : Philippe Dumat) : Leon Little
- Darlane Fluegel : Sky
- Graham Jarvis : le patron de Richie
- Michele Marsh : une journaliste de la télévision
- Le groupe de rock californien Red Hot Chili Peppers y fait également son apparition